# اسپرینگ پارک (مینه‌سوتا)
اسپرینگ پارک، مینه‌سوتا (به انگلیسی: Spring Park, Minnesota) یک شهر در ایالات متحده آمریکا است که در شهرستان هنپین، مینه‌سوتا واقع شده‌است.

## خصوصیات
اسپرینگ پارک ۱٫۶۱ کیلومترمربع مساحت و ۱٬۶۶۹ نفر جمعیت دارد.